# Верхняя мечеть Гевхар-аги
Верхняя мечеть Гевхар-аги (азерб. Yuxarı Gövhar Ağa məscidi), также Джума мечеть Гевхар-аги (азерб. Gövhər ağanın Cümə məscidi) и Соборная мечеть — шиитская мечеть, расположенная в одном из восьми верхних кварталов города Шуша.

## Строительство

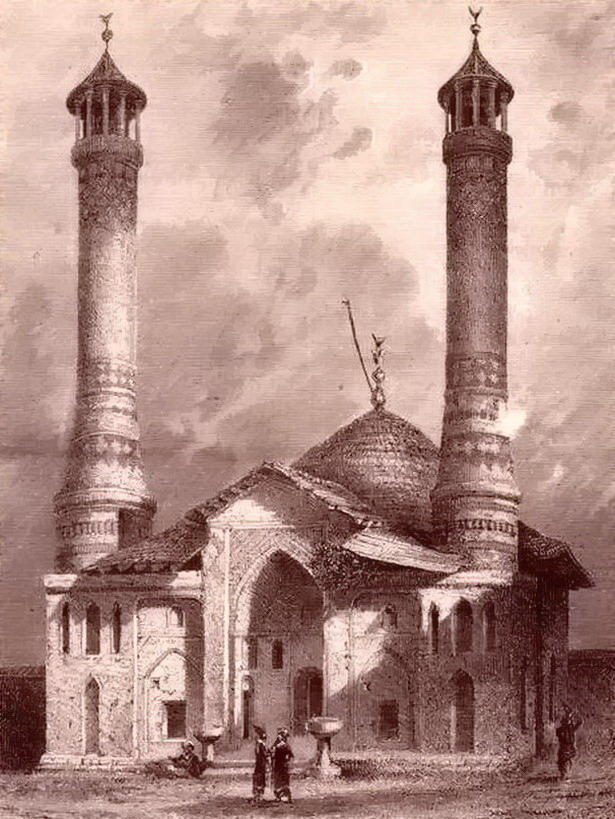
Мечеть на картине В. Верещагина. 1860 год.

Как указывает Мешедиханым Неймет, мечеть, по сообщению азербайджанского историка XIX века Мирза Джамала, автора «Карабахнаме», была построена по распоряжению Ибрагим хана «в 1182 году по мусульманскому летоисчислению (1768—1769 гг.)». Одна из надписей в мечети, по данным М. Нейматовой (Неймет), гласит:
«Сказал посланник Аллаха, да благословит его Аллах и да приветствует, – поклонись Аллаху так, словно ты Его видишь. Но если ты Его не видишь, то Он тебя видит. А букв в слове «абд» (раб)  – три: «айн», «ба» и «дал». Что до буквы «айн», то она его (раба) познание (илм) Аллаха; «ба» - его отличие от других; «дал» - его близость к Аллаху без расспросов и без покрывала. И нет большего наказания, чем надеть на себя рубашку служителя Аллаха без истинной веры и без надобности. 1202 (1787-1788 гг.)» 
Была известна как мечеть Ибрагим-хана. В 1801 году при мечети была основана школа-мектеб.
По словам азербайджанского советского историка архитектуры Эльтурана Авалова, Верхняя мечеть стоит в основе исторического ядра города.
Мечеть была достроена (по некоторым источникам заново отстроена) азербайджанским архитектором Кербалаи Сефи-ханом Карабаги по распоряжению дочери Ибрагим хана Гевхар-аги в 1883—1885 годах.
В период Азербайджанской ССР мечеть вошла в список охраняемых государством исторических памятников и стала использоваться в качестве краеведческого музея. Застройка перед мечетью (кроме медресе), выходившая на площадь Мейдан, была разобрана. На её месте был разбит сквер. В результате реконструкций главный фасад мечети оказался полностью раскрытым на Мейдан.
Мечеть входит в список историко-культурных памятников республиканского значения.

## Описание

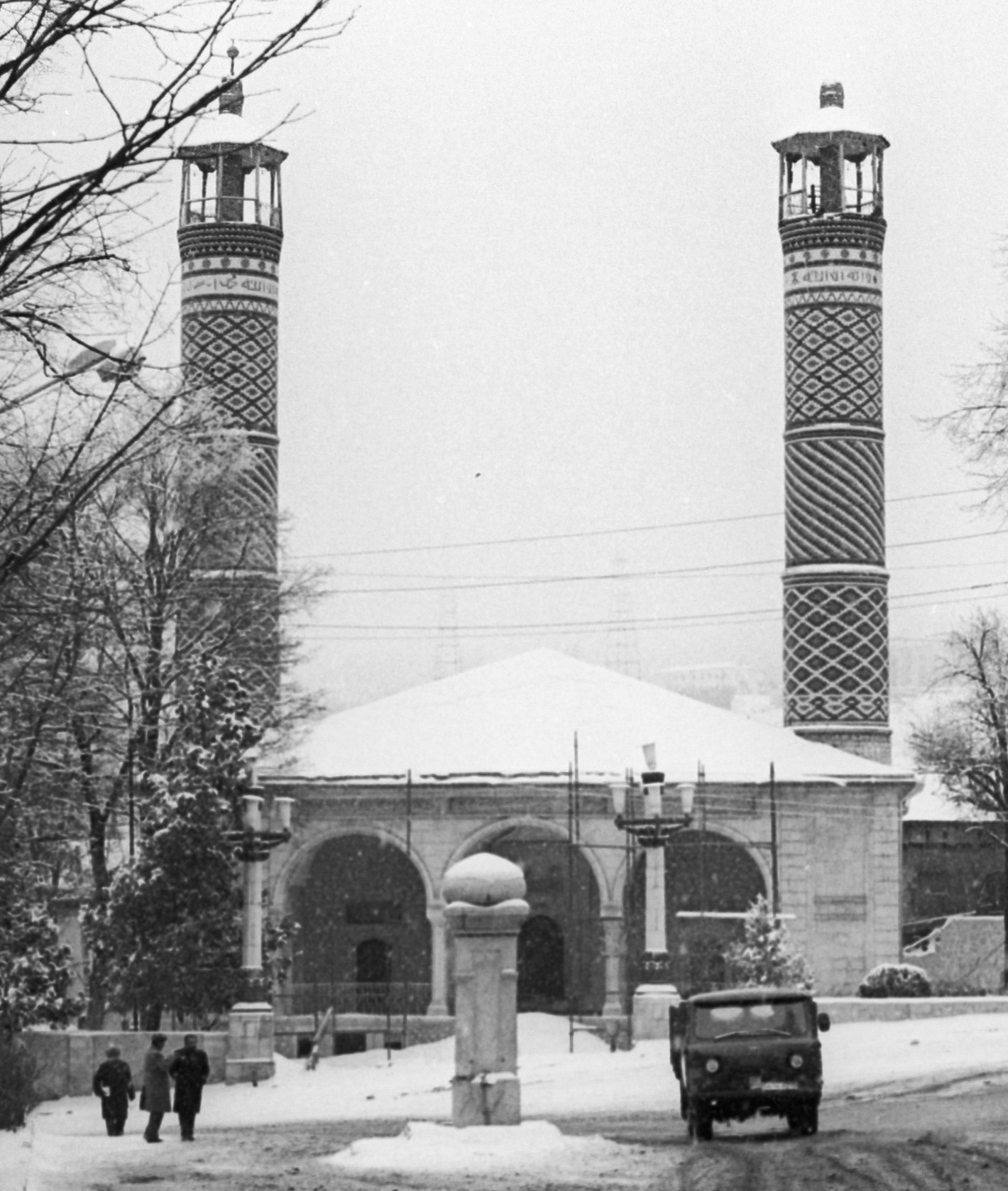
Мечеть в феврале 1992 года

По данным Салимовой А. Т., мечеть Гевхар-аги имеет присущую мечетям карабахского региона организацию внутреннего пространства — членение каменными колоннами на двухэтажные галереи и использование купольного перекрытия. В таком стиле построены также мечеть в городе Барда (1860 г.), мечеть Ашагы Гевхар-аги (1874—1875 гг.), мечеть Джума (1768 г.), Агдамская мечеть (1868—1870), мечети в городе Физули (1889 г.) и селении Горадиз.
Мешедиханым Неймет описывает ряд других надписей. На главном фасаде мечети имеется арабоязычная надпись:
«Поистине Аллах желает для своих рабов, нуждающихся, поворачивающихся к Его Великодушию. На основании завещания удостоено место в раю Гевхар-аге (завершился ремонт мечети) 1302/1884-1885 гг.» 
 Внутри розеток, расположенных выше, рельефно высечена надпись также на арабском языке:
«Аллах. Мухаммад. Али. Фатима, Хасан и Хусайн. Он (Аллах) вечный. Рука Аллаха на их руках» 
Перед мечетью имелся «разделенный на две половины фронтон. В розетке на перегородке вписано по-арабски: «Сделал Кербалаи Сафи хан, архитектор Карабахский. 1301“ (1883—1884 гг.)».
Орнаменты минаретов и настенные росписи помещений выполнены Мир Мохсун Наввабом.

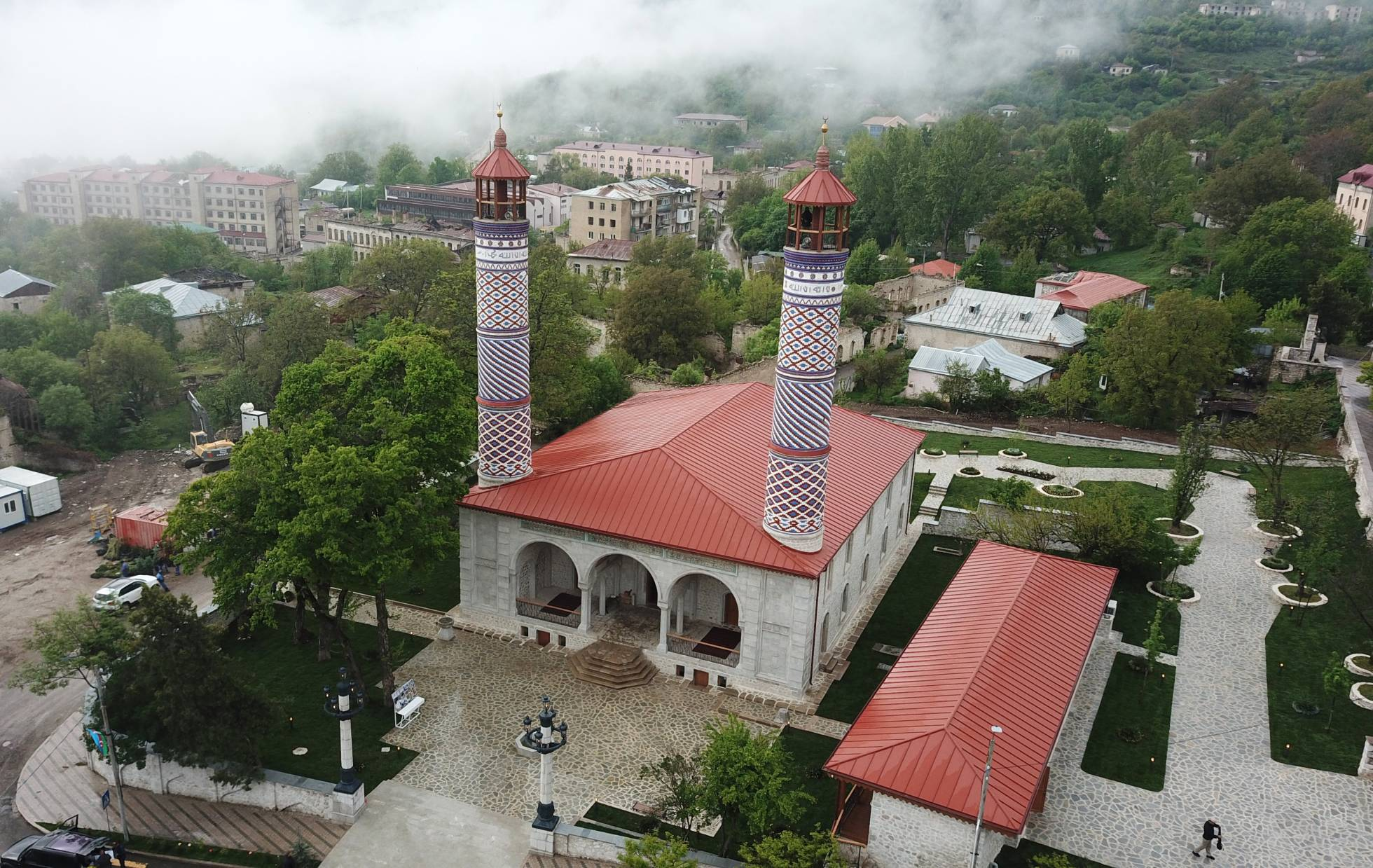
Верхняя мечеть Гевхар-аги Май 2023

## Современное состояние
После перехода в 1992 году Шуши под контроль непризнанной Нагорно-Карабахской Республики мечеть прекратила своё функционирование. По состоянию на 2005—2007 годы мечеть находилась в полуразрушенном состоянии. Отсутствовал фронтон, была повреждена облицовочная плитка.
В 2007 году было сообщено о начале работ по восстановлению мечетей Шуши. В рамках проекта по сохранению мусульманских памятников на территории Нагорно-Карабахской республики на средства из государственного бюджета Армении были произведены работы по реставрации мечети и ограждению прилегающей территории, что вызвало неоднозначную реакцию жителей города. Работы проводили иранские специалисты. 14 октября 2019 года полная реставрация (в том числе интерьера и минаретов) была завершена. Примечательно, что о бывшем азербайджанском присутствии не упоминалось, а комплекс был представлен как иранская мечеть.

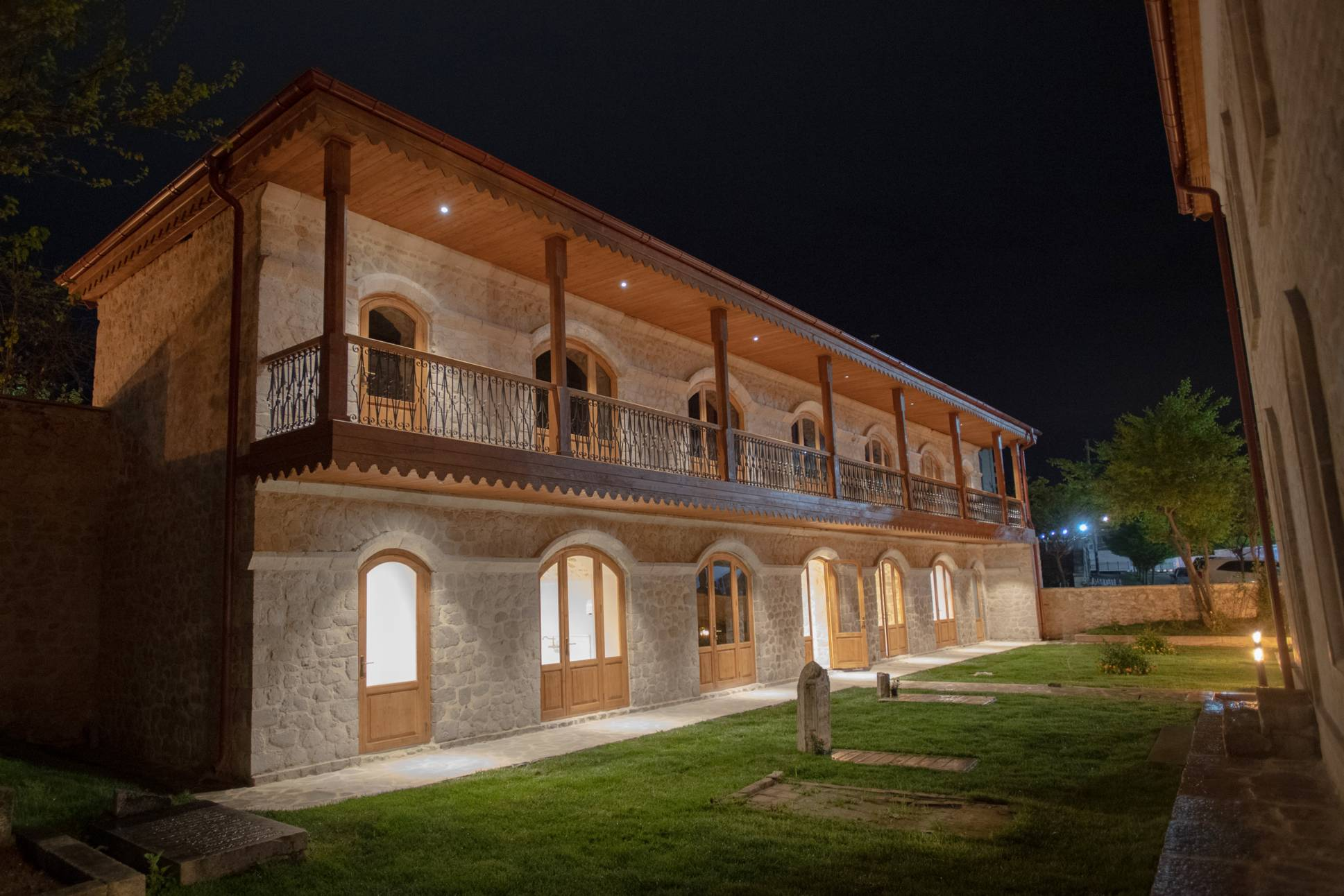
Верхняя мечеть Гевхар-аги Май 2023

В ноябре 2020 года в результате Второй карабахской войны город Шуша был возвращён под контроль Азербайджана, и впервые за прошедшие 28 лет мусульмане (азербайджанские военнослужащие) смогли совершить молитвы в мечети.
14 января 2021 года Джума мечеть посетил президент Азербайджана Ильхам Алиев и его супруга Мехрибан Алиева. Алиев подарил мечети привезённый из Мекки Коран.
В конце 2021 года начаты работы по реставрации. Консервация и реставрация осуществлены консорциумом азербайджанских, итальянских и турецких компаний под контролем австрийской компании «Wehdorn Architekten». Проделаны укрепительные работы, осуществлена резка каменных оконных рам и фигур из кусков цельного скального камня.
Отреставрировано также здание медресе. Установлена деревянная конструкция крыши медресе.
10 мая 2023 года мечеть была открыта после капитальной реконструкции и реставрации. 
В медресе открыта выставка, посвящённая Мир Мохсуну Наввабу. На выставке представлены написанные и иллюстрированные им книги, которые были напечатаны в его собственном издательстве в Шуше, экспонаты, составленные им астрономические таблицы.
В 2017 году в селе Чоджук Марджанлы Джебраильского района была построена мечеть по образцу Шушинской мечети.

## Галерея

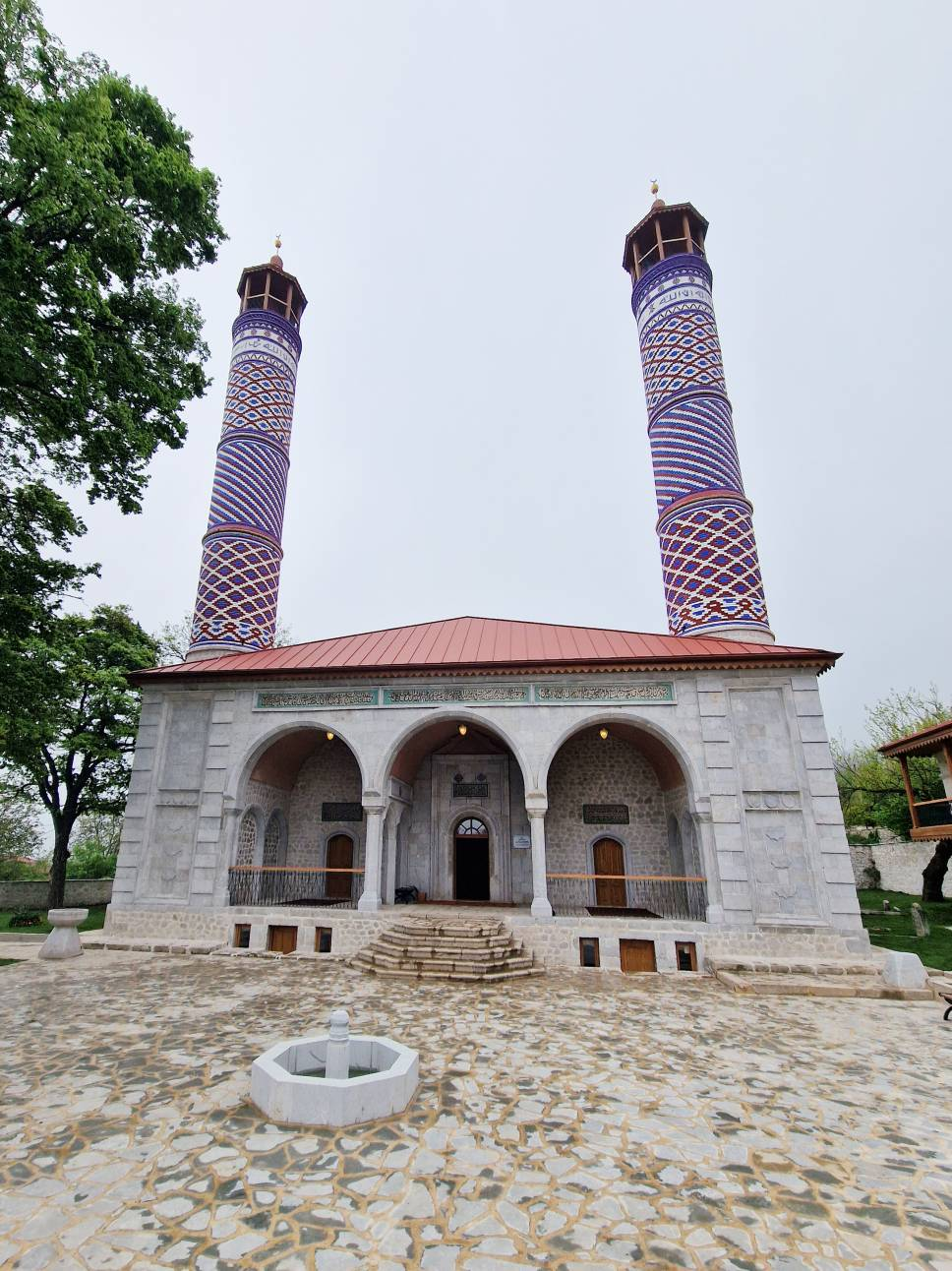
Верхняя мечеть Гевхар-аги Май 2023
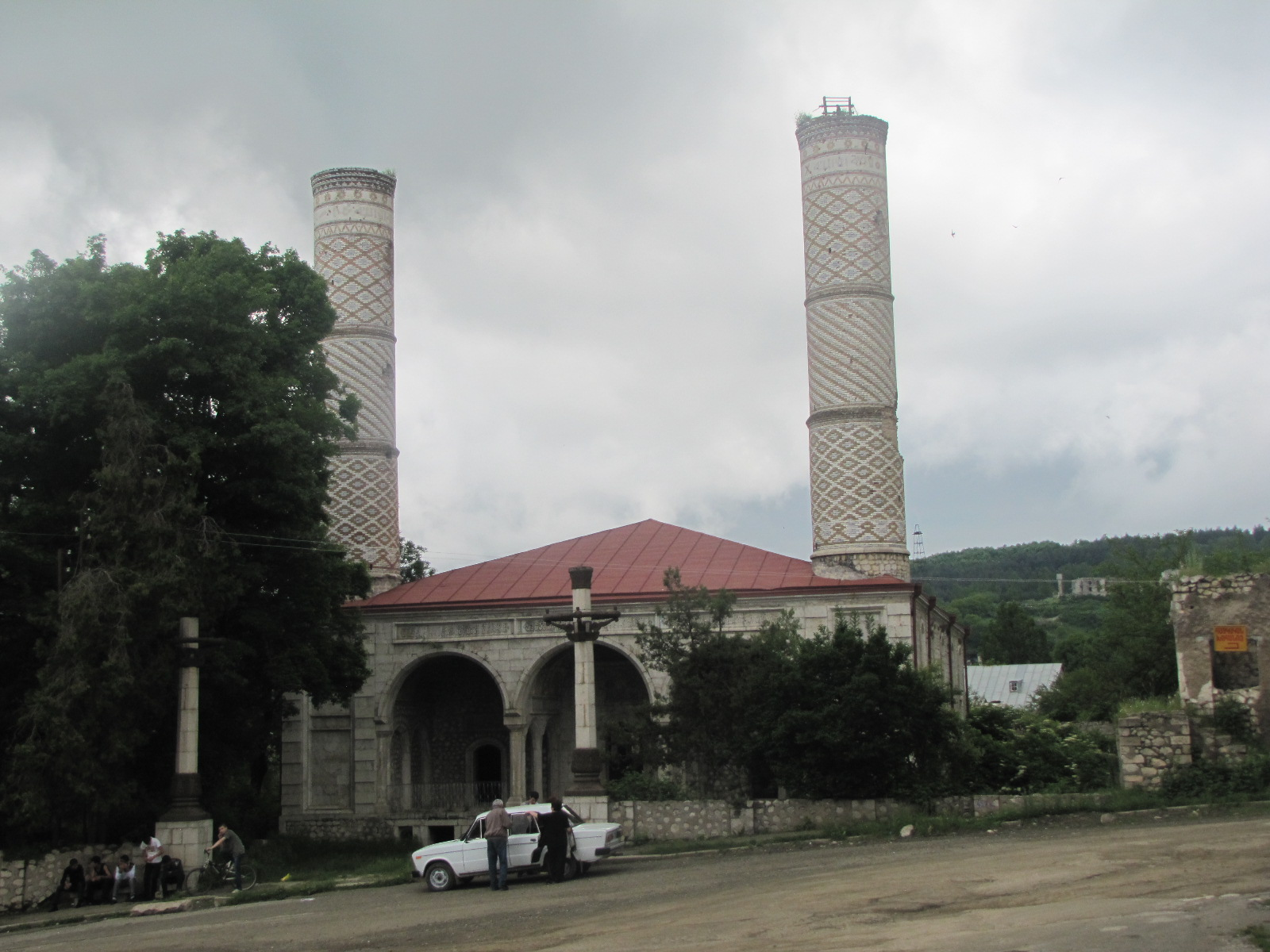
Мечеть в 2018 году
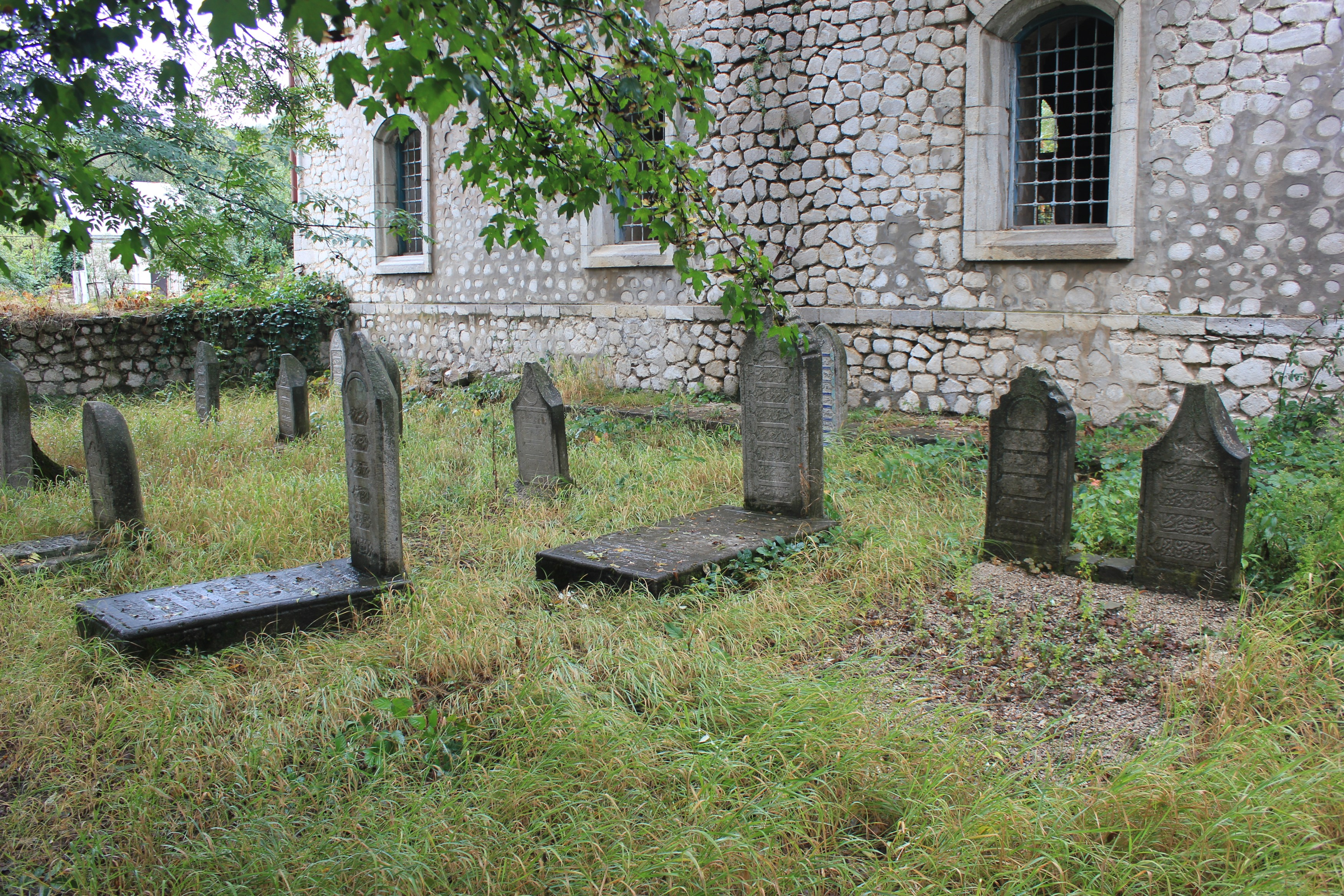
Древнее кладбище при мечети, 2017

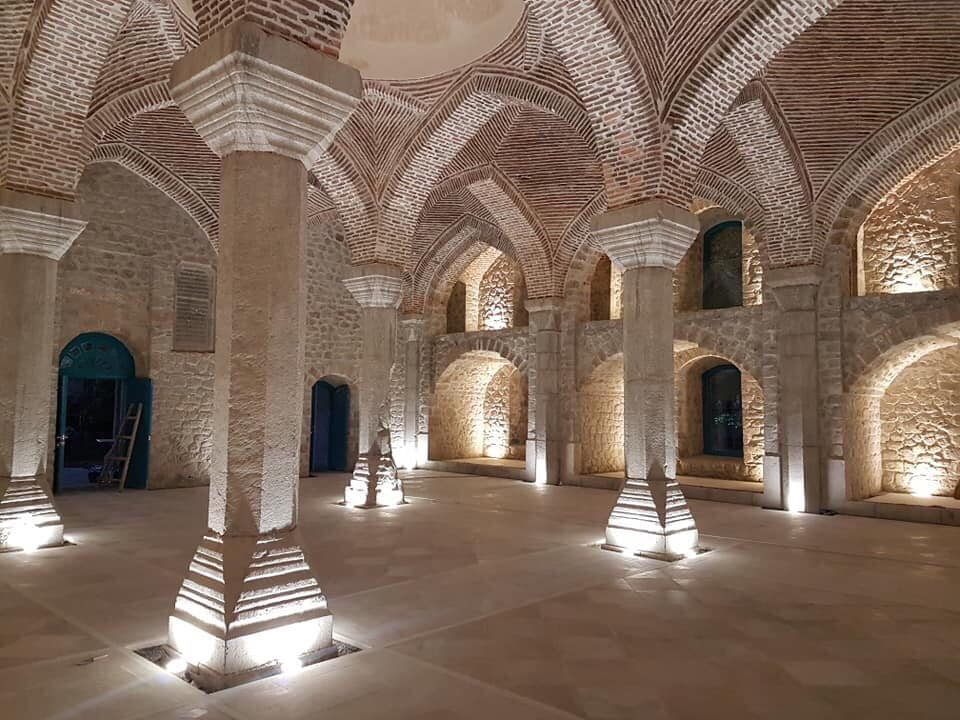
Интерьер мечети в 2020 году
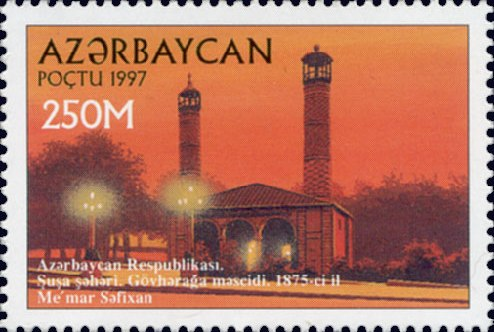
Мечеть на марке Азербайджана
Макет мечети в Культурном центре Гейдара Алиева
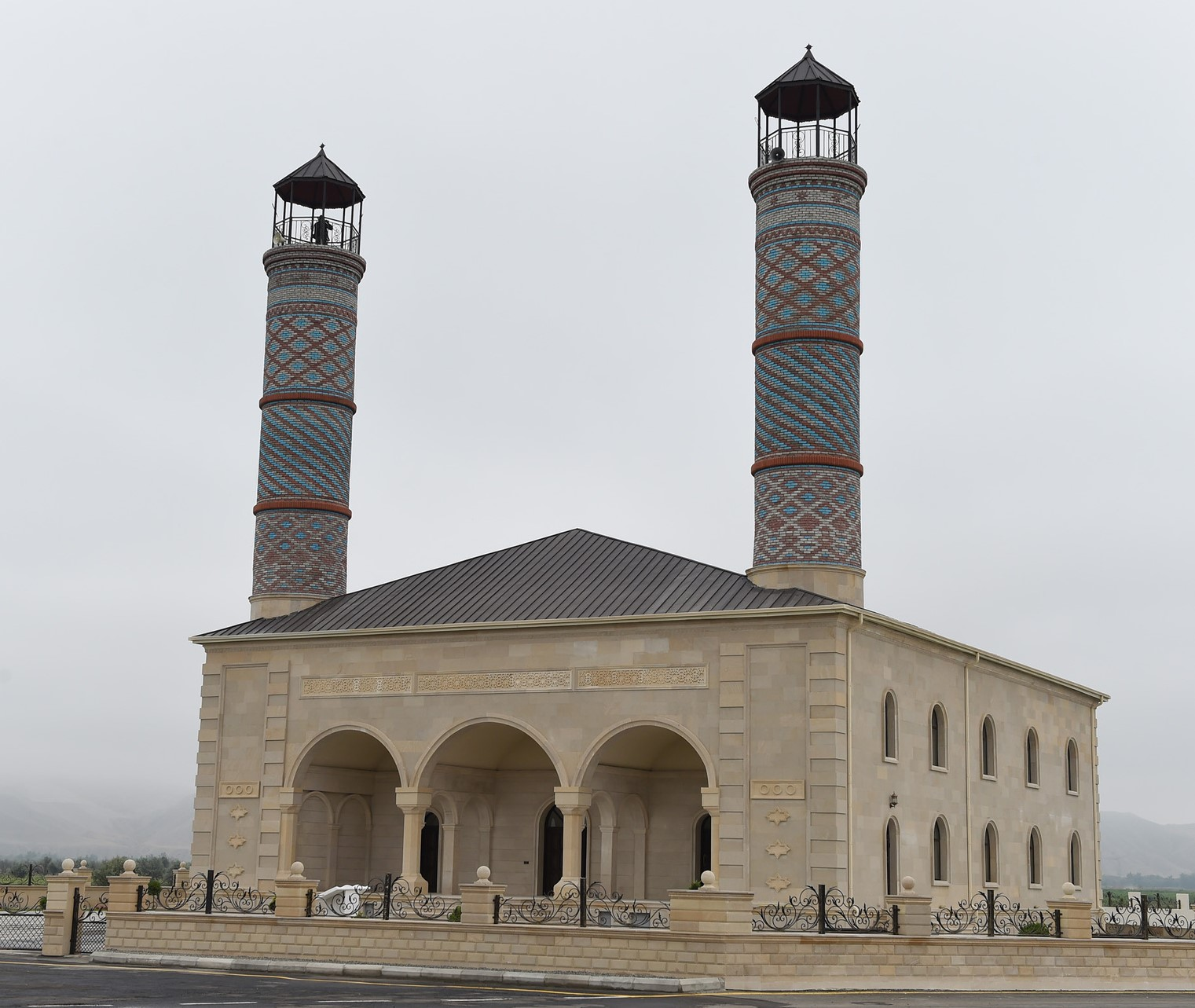
Мечеть в селе Чоджук Марджанлы, построенная по образцу Верхней мечети Гевхар-аги